# Che. Una vita in rivolta
Che. Una vita in rivolta (Che) è un romanzo grafico argentino sceneggiato da Héctor Oesterheld, disegnato da Alberto Breccia e da Enrique Breccia, pubblicato nel 1969. L'opera è incentrata sulla biografia di Che Guevara. In Italia il fumetto è stato pubblicato per la prima volta nel 1995 con il titolo Ché.

## Storia editoriale
(Risposta data nel 1979 dalle autorità argentine al giornalista Alberto Ongaro che indagava sul desaparecido Héctor Oesterheld)
Nel 1968 Carlos Pérez, della casa editrice Editorial Jeorge Alvarez, propose a Héctor Oesterheld la realizzazione di una serie di dodici fumetti incentrati sulla vita di personaggi sudamericani; quello su Che Guevara, ucciso appena un anno prima, sarebbe dovuto essere il primo e si sarebbe dovuto intitolare Vida del Che.
Tuttavia, a causa dell'ostracismo della dittatura argentina, la collana non poté essere pubblicata. I pochi volumi già in lavorazione, tra cui quello su Che Guevara, completato dopo solo tre mesi, furono pubblicati da una casa editrice minore dallo stesso Carlos Pérez. Il testo fu in larga parte ispirato al Diario in Bolivia e i disegni realizzati da Alberto Breccia e dal figlio Enrique, per il quale l'opera costituirà il suo primo fumetto realizzato. L'editore, conscio del pericolo che l'autore avrebbe corso, propose a Oesterheld di firmarlo con uno pseudonimo ma il fumettista rifiutò decisamente, coraggiosamente orgoglioso delle proprie idee.
Il fumetto, pubblicato nel gennaio 1969, fu osteggiato durante la dittatura di Juan Carlos Onganía e successivamente sequestrato durante il regime di Jorge Rafael Videla che provvedette a distruggere le tavole originali. L'opera fu comunque ristampata in Spagna nel 1987 grazie ad una delle copie dell'edizione argentina pervenuta fortunosamente nel paese. È invece priva di fondamento la leggenda che vorrebbe Enrique e Alberto Breccia aver distrutto i disegni originali, dopo aver seppellito nel giardino di casa una copia del fumetto, salvandolo così dall'oblio.
L'8 maggio 1976 Carlos Pérez fu arrestato e il 27 aprile 1977 Oesterheld fu rapito dal regime militare argentino e poi fatto scomparire. Nonostante le ricerche fatte dal giornalista italiano Alberto Ongaro portino a pensare che il fumettista argentino fu ucciso principalmente a causa del fumetto realizzato sul Che, Enrique Breccia, in un'intervista, ha affermato che tale lettura è riduttiva dell'impegno politico contro il regime militare portato avanti da Oesterheld e dalle sue figlie, militanti nel Movimento Peronista Montonero, vero motivo della loro uccisione.
In Italia il fumetto è stato pubblicato per la prima volta nel 1995 dalla piccola casa editrice Topolin Edizioni con il titolo Ché, ripubblicata nel 2007 da Rizzoli con il titolo Che. Una vita in rivolta.

## Trama
Il romanzo grafico racconta narra le vicende di Che Guevara, concentrandosi sul lato umano dell'icona rivoluzionaria e sui motivi delle sue scelte. La narrazione segue le vicende belliche del Che descrivendole con realismo e senza intenti agiografici, con crudo realismo e disincanto, pur mantenendo inalterato l'alone eroico del personaggio. Il fumetto narra la vita del Che a partire dall'infanzia continuando a ripercorrere la sua la giovinezza, descrivendo la nascita del suo fervore politico, il suo impegno sociale a favore degli sfruttati, il famoso viaggio in America Latina, la rivoluzione cubana e gli incarichi diplomatici assunti. Il romanzo grafico prosegue con l'epilogo della vita del Che durante la guerriglia in Bolivia fino alla sua uccisione.

## Stile
Tutte le tavole sono rigorosamente in bianco e nero: Alberto Breccia disegna con uno stile rigoroso e composto combinando xilografie, collage e veloci schizzi mentre il più giovane Enrique realizza tavole sperimentando con ferocia gli influssi della Pop Art, della pittura espressionista tedesca e delle pubblicità di quegli anni. L'artista scelse questo stile per accentuare i toni crudi e drammatici che la storia e la fine del Che stavano assumendo. Le tavole di Enrique Breccia furono realizzate stendendo inchiostro nero su fogli di cartone intonacati dai quali il nero veniva raschiato via con un coltello.

## Edizioni
- (ES) Héctor Oesterheld, Che, disegni di Alberto Breccia ed Enrique Breccia, Ediko, gennaio 1968.
- (ES) Héctor Oesterheld, Che, disegni di Alberto Breccia ed Enrique Breccia, Vitoria, Ikusager, 1987.
- Héctor Oesterheld, Ché, disegni di Alberto Breccia ed Enrique Breccia, Milano, Topolin Edizioni, 1995.
- Héctor Oesterheld, Che. Una vita in rivolta, a cura di Pasquale La Forgia, disegni di Alberto Breccia ed Enrique Breccia, Milano, Rizzoli, 2007, ISBN 9788817018470.
- (FR) Héctor Oesterheld, Che, disegni di Alberto Breccia ed Enrique Breccia, Carlsen, 2008.
- (EN) Héctor Oesterheld, Life of Che: An Impressionistic Biography, traduzione di Erica Mena, disegni di Alberto Breccia ed Enrique Breccia, Seattle, Fantagraphics, 2022, ISBN 9781683965220.
- Héctor Oesterheld, Che. Una vita in rivolta, traduzione di Boris Battaglia, disegni di Alberto Breccia ed Enrique Breccia, Milano, Rizzoli Lizard, 2024, ISBN 978-88-17-18732-9.